# Sarah Howells
Sarah Howells är en brittisk låtskrivare och sångerska inom musikgenren trance.
Howells bildade sitt första band i West Wales när hon var 10 år gammal med sin vän Nia George. De bildade senare ett annat band, JYLT, med två andra skolkamrater. JYLT upplöstes 2004 när Nia George dog av leukemi. 
Howells har arbetat med ett flertal kända trance musiker, däribland John O'Callaghan och Dash Berlin. 2009 släppte Howells singeln "Find Yourself", ett samarbete med John O'Callaghan.
Sarah Howells låt med John O'Callaghan 'Find Yourself' blev alltmer känd när en internet personlighet (Aziz 'Zyzz' Sergeyevich Shavershian) använde den, efter att Aziz dog blev den mer känd eftersom Aziz blev mycket mer känd efter sin död.